# Rodrigo Nestor
Rodrigo Nestor Bertalia (São Paulo, 9 de agosto de 2000) é um futebolista brasileiro que atua como meio-campista. Joga pelo Bahia, emprestado pelo São Paulo.

## Carreira

### Início
Nascido no bairro de Itaquera, Nestor começou no futsal com cerca de seis anos onde tornou-se federado, iniciando sua carreira na escolhinha chamada Olaria que ficava perto da Cohab onde morava. Depois de um tempo, acabou indo para o Juventus da Mooca onde ficou até os 13 anos. Na categoria Sub-11 da Juventus em 2012, chegou a ganhar o tênis de ouro como o melhor jogador do ano na "Festa dos Melhores do Ano de 2011", organizada pela Federação Paulista de Futebol de Salão.

### São Paulo
Nestor chegou ao São Paulo em 2014, tendo feito alguns testes inclusive no Corinthians, onde não passou. Da mesma geração de Brenner, Antony e Helinho, ganhou vários títulos títulos nas categorias de base do clube, como os Paulistas Sub-17 em 2016 e 2017, Copa do Brasil Sub-20 e Campeonato Brasileiro de Aspirantes em 2018 e a Copinha em 2019. Ainda na base em 2019, em 23 de maio foi um dez atletas de base chamados por Tite para participar da primeira semana de treinos visando a preparação para a Copa América do ano, devido a falta de alguns convocados.

#### 2020
Considerado uma das promessas da base tricolor, a diretoria já planejava integrar Nestor ao time principal do São Paulo após disputar a Copinha no ano, tendo ganhado as suas primeiras oportunidades com o técnico na época Fernando Diniz. Sua estreia aconteceu no Paulistão do mesmo ano diante do Botafogo-SP em 8 de março, em que o São Paulo entrou em campo com a equipe quase toda formada por jogadores da base e acabou sendo derrotado por 1–0.

#### 2021
No dia 9 de abril, teve anunciada sua renovação de contrato até o fim de 2024, com multa de R$ 180 milhões para o mercado nacional e 40 milhões de euros (R$ 268,5 milhões) para o futebol internacional. No dia seguinte, Nestor marcou o primeiro gol pelo profissional, na partida diante do São Caetano, pela 11ª rodada do Campeonato Paulista, na qual o Tricolor goleou por 5–1. Sagrou-se campeão paulista ao vencer o Palmeiras por 2–0 na final em 23 de maio, tendo inclusive concedido assistência para Luciano fazer o segundo gol.
Também nesse ano foi que despontou como um dos principais jogadores do tricolor, recebendo oportunidades tanto de Hernán Crespo como Rogério Ceni. Foi o terceiro atleta do elenco que mais atuou, com 55 jogos disputados, atrás somente de Tiago Volpi com 61 e Leo Pelé com 58, além de fazer um gol e distribuir seis assistências.

#### 2022
No dia 20 de fevereiro, Nestor marcou o terceiro gol do São Paulo na vitória por 3–0 sobre o Santos, válida pelo Paulistão. Em um lindo gol, Nestor recebeu de Nikão pela esquerda, carregou até perto da entrada da área e soltou uma bomba no canto de João Paulo. Já no dia 22 de março, marcou o primeiro gol do São Paulo na vitória por 4–1 sobre o São Bernardo, sendo este o gol de empate. O jogador balançou as redes após receber de Emiliano Rigoni, invadir a área e bater de pé direito.
Em 19 de maio, fez dois gols na vitória de 3–0 sobre o Jorge Wilstermann na 5ª rodada da fase de grupos da Sul-Americana. O meia ainda concedeu uma assistência para Patrick fazer o último gol, sendo eleito o melhor jogador da partida. No primeiro gol, deu um belo drible no adversário e chutou no canto do goleiro. No segundo, após chute de Nikão, desviou de pé esquerdo para dentro do gol.
Nove dias depois voltou a marcar, sendo o segundo do tricolor no empate de 2–2 com o Ceará na 8ª rodada do Brasileirão. No gol, soltou uma bomba de canhota no canto após bela jogada Tricolor.
Jogando mais avançado do que de costume, tornou-se um dos artilheiros da equipe na temporada com cinco gols na época, juntamente com Luciano e apenas atrás de Jonathan Calleri. Nestor chegou a 100 jogos com a camisa do tricolor no dia 30 de maio, na vitória por 4–2 sobre a Universidade Católica no jogo de ida das quartas de final da Sul-Americana, sendo expulso no segundo tempo do jogo. Em 23 de julho, marcou o segundo gol do São Paulo no empate por 3–3 contra o Goiás.
Após contribuir com um gol e uma assistência para Igor Vinícius na vitória de 3–0 sobre o Red Bull Bragantino no dia 14 de agosto, Rodrigo chegou a sete gols e sete assistências e superou seus números do ano anterior, além de ter empatado em assistências com Reinaldo. Em agosto, Nestor foi eleito como um dos 30 jogadores nascidos em 2000 mais relevantes do mundo segundo a lista feita pela CIES Football Observatory, ficando na 30ª posição. Em 24 de agosto, fez o único gol do São Paulo na derrota por 3x1 sob o Flamengo, pelo jogo de ida das semis da Copa do Brasil.
Em 26 de setembro, após conceder mais uma assistência para Luciano fazer o segundo gol da vitória 4–0 sobre o Avaí na 28ª rodada do Campeonato Brasileiro, chegando a dez passes para gols na temporada. Fez parte do time vice-campeão da Sul-Americana 2022, que foi derrotado por 2x0 pelo Independiente Del Valle na final. Apesar da derrota na final da Copa Sul-Americana, Nestor foi selecionado para o time do torneio.
Ia se consolidando como um dos melhores jovens atuando no futebol brasileiro, sendo o principal destaque do meio-campo são-paulino na temporada. Ao conceder uma assistência para Jonathan Calleri na vitória por 3x1 sobre o Coritiba, chegou a oito gols e 10 assistências na temporada. Terminou o ano como principal garçom do Tricolor, com 11 assistências. Oscilou entre momentos bons e ruins, próprios da idade (22 anos), mas foi o melhor entre os jogadores formados na base do clube nesta temporada.
Após o fim do ano de 2022, foi anunciado que Nestor seria o novo camisa 11 do clube para a temporada 2023, com o antigo dono da numeração, Luciano, pegando a camisa 10.

#### 2023
Em 4 de março, foi anunciada a renovação de seu contrato até o final de 2027.
Após conceder uma assistência para Michel Araújo fechar o placar de 2–0 sobre o Puerto Cabello em 20 de abril, Nestor tornou-se o líder de assistências desde o início de 2022, com 14 passes. Segundo o footstats, também ocupava o primeiro lugar em passes decisivos no período, com 106.
Em 17 de maio, na vitória sobre o Sport por 2–0 no jogo de ida das oitavas-de-final da Copa do Brasil, atingiu a marca de 150 jogos pelo São Paulo. Três dias depois, voltou a marcar um gol após nove meses, sendo esse o segundo gol da vitória por 4–2 sobre o Vasco da Gama, no Morumbi, o seu primeiro tento na temporada. Em um golaço, após contra-ataque frenético de Luciano, Nestor foi lançado na direita e, ao driblar o defensor Robson Bambu, soltou uma bomba de pé direito no ângulo do goleiro.
Em agosto, Nestor foi descrito como um dos mais promissores meio-campistas atuando no futebol brasileiro e um dos mais participativos jogadores de sua faixa etária entre os principais clubes do Brasileirão.
No dia 24 de setembro de 2023, Nestor entrou pra história do São Paulo ao marcar o gol do título da primeira Copa do Brasil da história do clube. Foi o gol de empate da partida contra o Flamengo, no Morumbi, que deu o troféu ao Tricolor, após soltar uma bomba no canto de Rossi. Foi a quarta participação em gols de Rodrigo em finais, sendo o primeiro gol, além de 3 assistências, uma delas a para o gol de Calleri na partida de ida da final.
Após as finais, Rodrigo foi eleito o melhor jogador desta edição da Copa do Brasil e selecionado para a seleção do campeonato.

#### 2024
Em 10 de abril, após cinco meses Rodrigo Nestor voltou a jogar pelo São Paulo. Após sofrer uma grave lesão no joelho, no fim de 2023, ele pôde atuar no segundo tempo da vitória sobre o Cobresal, por 2 a 0, na Copa Libertadores. Ele marcou seu primeiro gol após voltar de lesão em 8 de maio, também em uma vitória diante o Cobresal, por 3–1, na 4ª rodada da Libertadores.
Em 17 de julho, completou 200 jogos com a camisa do Tricolor na vitória por 1–0 diante do Grêmio na 17ª rodada do Campeonato Brasileiro.
Rodrigo encerrou a temporada com poucas de oportunidades e não teve espaço com Luis Zubeldía, ele atuou em 35 jogos, marcando um gol e dando duas assistências.

### Bahia
Em 9 de janeiro de 2025, o Bahia anunciou a contratação de Nestor por empréstimo até o final do ano, com metas para obrigação de compra.

## Seleção Nacional

### Sub-15
Em 30 de outubro de 2015, Nestor foi um dos 22 convocados por Guilherme Dalla Dea para a disputa do Sul-Americano Sub-15, na Colômbia. A Seleção sagrou-se campeã após vencer o Uruguai nos pênaltis por 5–4, depois de um empate sem gols no tempo normal.

### Sub-17
Também foi um dos 23 convocados por Carlos Amadeu para compor o elenco para o Sul-Americano de 2017 no Chile, tendo o Brasil sido campeão do torneio ao vencer o Chile por 5–0 na final. Nestor também foi um dos 23 convocados para o Mundial Sub-17 na Índia.

## Estilo de jogo
Podendo atuar como volante e também como meia, Nestor tem como características destacadas a qualidade do passe, além de boa visão e técnica.

## Estatísticas
Atualizadas até dia 19 de julho de 2024.

### Clubes
| Clube             | Temporada         | Campeonato Nacional | Campeonato Nacional | Campeonato Nacional | Copa Nacional[a] | Copa Nacional[a] | Copa Nacional[a] | Competições continentais[b] | Competições continentais[b] | Competições continentais[b] | Outros torneios[c] | Outros torneios[c] | Outros torneios[c] | Total | Total | Total   |
| Clube             | Temporada         | Jogos               | Gols                | Assist.             | Jogos            | Gols             | Assist.          | Jogos                       | Gols                        | Assist.                     | Jogos              | Gols               | Assist.            | Jogos | Gols  | Assist. |
| ----------------- | ----------------- | ------------------- | ------------------- | ------------------- | ---------------- | ---------------- | ---------------- | --------------------------- | --------------------------- | --------------------------- | ------------------ | ------------------ | ------------------ | ----- | ----- | ------- |
| São Paulo         | 2020              | 6                   | 0                   | 0                   | 0                | 0                | 0                | 2                           | 0                           | 0                           | 2                  | 0                  | 0                  | 10    | 0     | 0       |
| São Paulo         | 2021              | 30                  | 0                   | 4                   | 5                | 0                | 0                | 8                           | 0                           | 1                           | 12                 | 1                  | 1                  | 55    | 1     | 6       |
| São Paulo         | 2022              | 29                  | 3                   | 3                   | 9                | 1                | 1                | 9                           | 2                           | 2                           | 15                 | 2                  | 5                  | 62    | 8     | 11      |
| São Paulo         | 2023              | 25                  | 1                   | 2                   | 9                | 1                | 1                | 8                           | 0                           | 3                           | 12                 | 0                  | 1                  | 54    | 2     | 7       |
| São Paulo         | 2024              | 13                  | 0                   | 2                   | 2                | 0                | 0                | 4                           | 1                           | 0                           | —                  | —                  | —                  | 19    | 1     | 2       |
| São Paulo         | Total             | 103                 | 4                   | 12                  | 25               | 2                | 2                | 31                          | 3                           | 6                           | 41                 | 3                  | 7                  | 200   | 12    | 26      |
| Total na carreira | Total na carreira | 103                 | 4                   | 12                  | 25               | 2                | 2                | 31                          | 3                           | 6                           | 41                 | 3                  | 7                  | 200   | 12    | 26      |

- a. ^ Jogos da Copa do Brasil
- b. ^ Jogos da Copa Sul-Americana e Copa Libertadores da América
- c. ^ Jogos do Campeonato Paulista

### Seleção Brasileira
Abaixo estão listados todos jogos e gols do futebolista pela Seleção Brasileira, desde as categorias de base. Abaixo da tabela, clique em expandir para ver a lista detalhada dos jogos de acordo com a categoria selecionada.
Sub-17
| Ano   |       |      |         |
| Ano   | Jogos | Gols | Assist. |
| ----- | ----- | ---- | ------- |
| 2016  | 3     | 0    | 0       |
| 2017  | 11    | 0    | 1       |
| Total | 14    | 0    | 1       |

## Títulos

### Profissional
São Paulo
- Copa do Brasil: 2023[59]
- Supercopa Rei: 2024
- Campeonato Paulista: 2021

Bahia
- Campeonato Baiano: 2025[60]

### Base
São Paulo
- Taça BH Sub-17: 2016
- Salvador Cup Sub-17: 2016
- Copa Ouro Sub-17: 2016
- Campeonato Paulista Sub-17: 2016 e 2017
- Aspire Tri-Series Sub-17: 2017
- Supercopa do Brasil Sub-20: 2018
- Copa do Brasil Sub-20: 2018
- Campeonato Brasileiro de Aspirantes: 2018
- Copa São Paulo de Futebol Júnior: 2019

Seleção Brasileira
- Campeonato Sul-Americano de Futebol Sub-15: 2015
- Campeonato Sul-Americano de Futebol Sub-17: 2017

### Prêmios individuais
- Seleção da Copa São Paulo de Futebol Júnior de 2019
- Seleção da Copa Sul-Americana de 2022
- Seleção da Copa do Brasil: 2023
- Melhor jogador da Copa do Brasil: 2023[61]